# Phytocoris plenus
Phytocoris plenus är en insektsart som beskrevs av Van Duzee 1918. Phytocoris plenus ingår i släktet Phytocoris och familjen ängsskinnbaggar. Inga underarter finns listade i Catalogue of Life.